# Habighorster Bach
Der Habighorster Bach ist ein rechter Nebenfluss des Gewinghauser Baches im ostwestfälischen Rödinghausen und Bünde im Bundesland Nordrhein-Westfalen.
Der Bach entspringt südlich von Dono auf einer Quellhöhe von 120 m ü. NN. Der Bach hat eine Gesamtlänge von 2,8 km. Auf seinem Lauf durchquert er das Sieksystem und Naturschutzgebiet Habighorster Wiesental. Der Habighorster Bach mündet in Dünne bei Gewinghauser-Bach-Kilometer 2,7 in den Gewinghauser Bach. Die Mündungshöhe beträgt 71,4 m ü. NN. Der Habighorster Bach überwindet eine Höhendifferenz von 49 Metern.

## Naturschutzgebiete
Das Naturschutzgebiet Habighorster Wiesental liegt in einer von intensivem Ackerbau geprägten Landschaft und hat eine Größe von 13 ha. Das Gebiet ist teilweise eine naturnahe Bachlandschaft mit Erlenbeständen und teilweise ein für das Ravensberger Land typisches Siek mit Feuchtwiesenbereichen und einer Obstwiese. In der Nähe liegt das Naturschutzgebiet Gewinghausener Bachtal.

## Mühle Obermöller

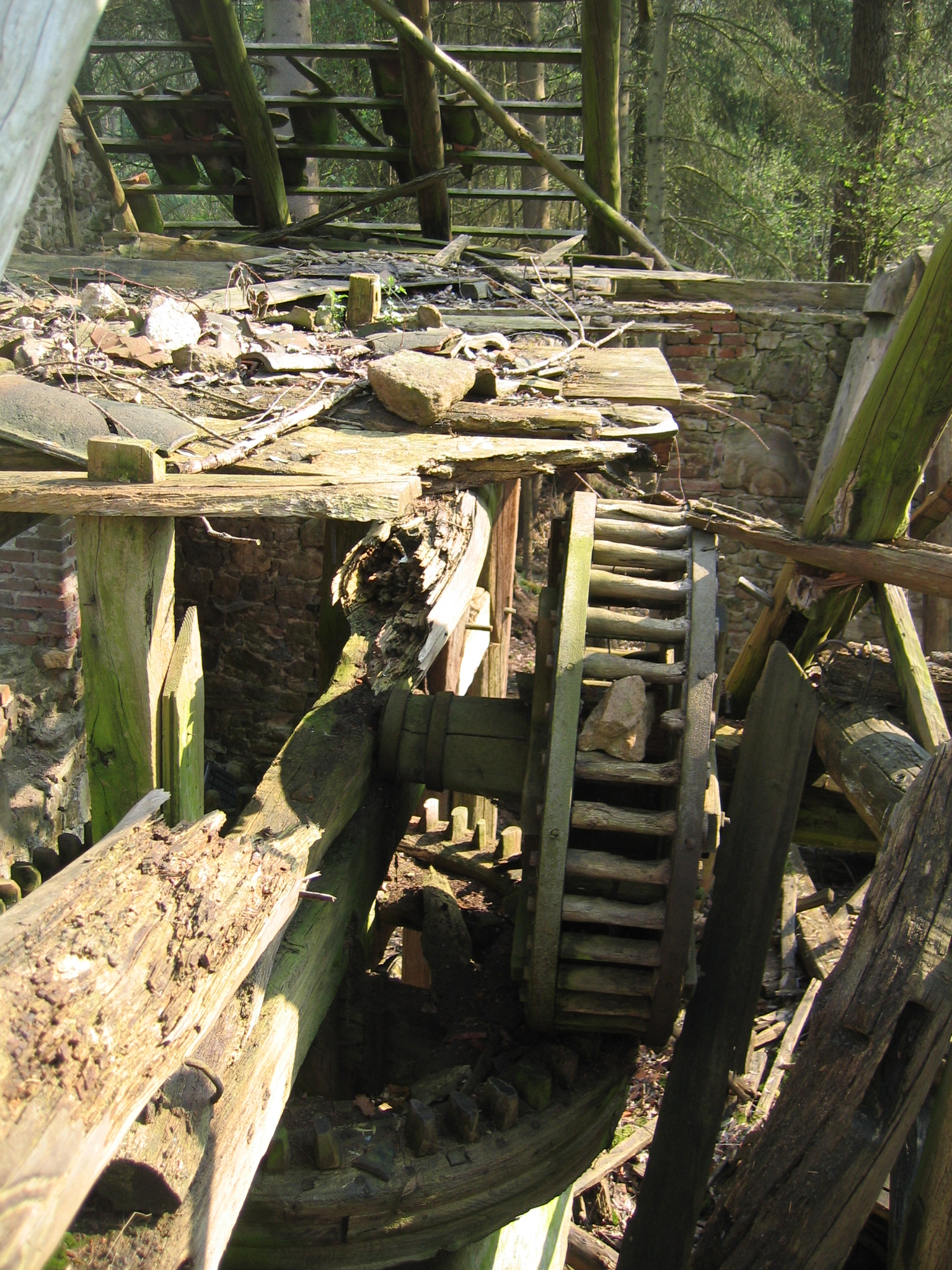
Der Kollergang

Die Mühle Obermöller in Habighorst (zu Ennigloh) ist eine Wassermühlenruine am Habighorster Bach. der Mühlenstandort wurde bereits 1745 erwähnt, das Ölmühlengebäude 1868 erbaut. Es handelt sich um eine Doppelmühlen-Anlage: Rechts des Baches die Getreide-, links die Ölmühle. Beide Mahlwerke wurden durch ein Wasserrad angetrieben. Die Ölmühle wurde nach 1945 stillgelegt, die Getreidemühle 1960. Die Doppelmühle weist den letzten original erhaltenen Kollergang im Kreis Herford auf. Ihr Erhaltungszustand ist aber insgesamt sehr schlecht. Der Mühlenteich ist weitgehend verlandet.